# Teratura
Teratura is een geslacht van rechtvleugeligen uit de familie sabelsprinkhanen (Tettigoniidae). De wetenschappelijke naam van dit geslacht is voor het eerst geldig gepubliceerd in 1891 door Redtenbacher.

## Soorten
Het geslacht Teratura omvat de volgende soorten:
- Teratura megafurcula Tinkham, 1944
- Teratura thrinaca Qiu & Shi, 2010
- Teratura geniculata Bey-Bienko, 1962
- Teratura bhutanica Ingrisch, 2002
- Teratura janetscheki Bey-Bienko, 1968
- Teratura kryzhanovskii Bey-Bienko, 1957
- Teratura subtilis Gorochov & Kang, 2005
- Teratura yunnanea Bey-Bienko, 1957
- Teratura albidisca Sänger & Helfert, 1998
- Teratura angusi Gorochov, 1998
- Teratura cincta Bey-Bienko, 1962
- Teratura darevskyi Gorochov, 1993
- Teratura flexispatha Qiu & Shi, 2010
- Teratura hastata Shi, Mao & Ou, 2007
- Teratura lyra Gorochov, 2001
- Teratura maculata Ingrisch, 1990
- Teratura monstrosa Redtenbacher, 1891
- Teratura paracincta Gorochov & Kang, 2005
- Teratura pulchella Gorochov & Kang, 2005